# Mondello

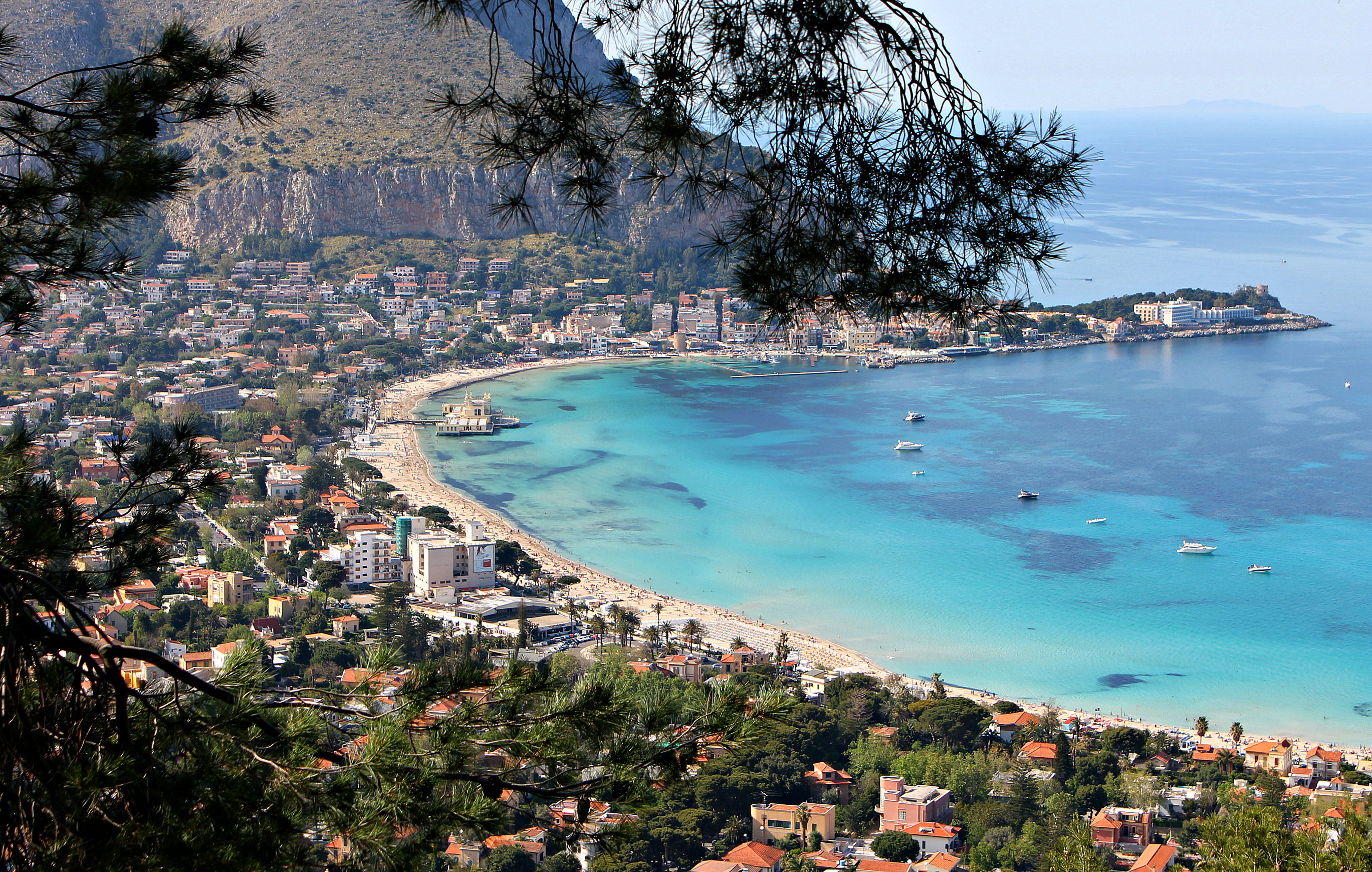
De Golf van Mondello, gezien vanaf de Monte Pellegrino

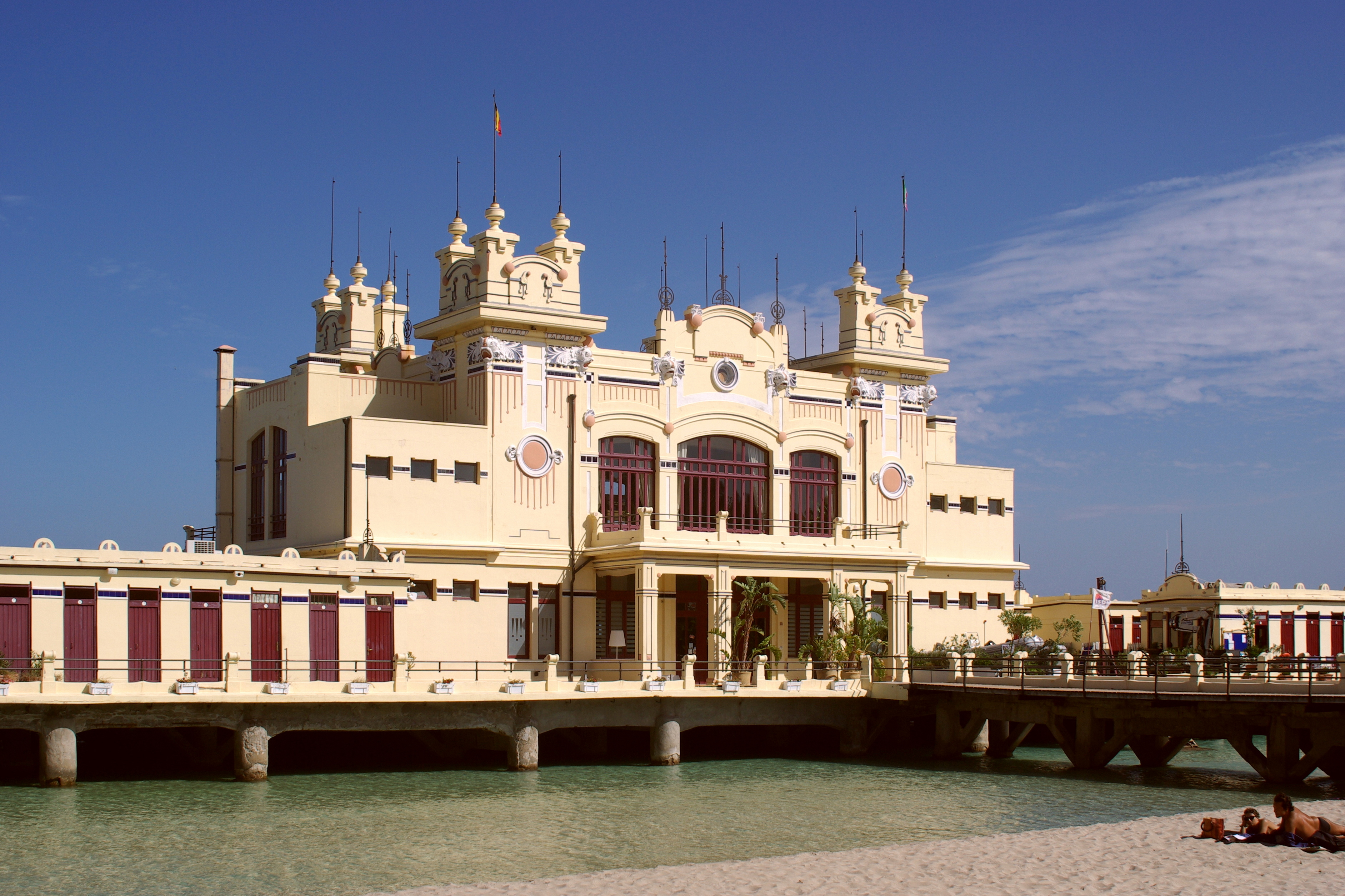
Het badhuis van Mondello, gebouwd op palen in zee

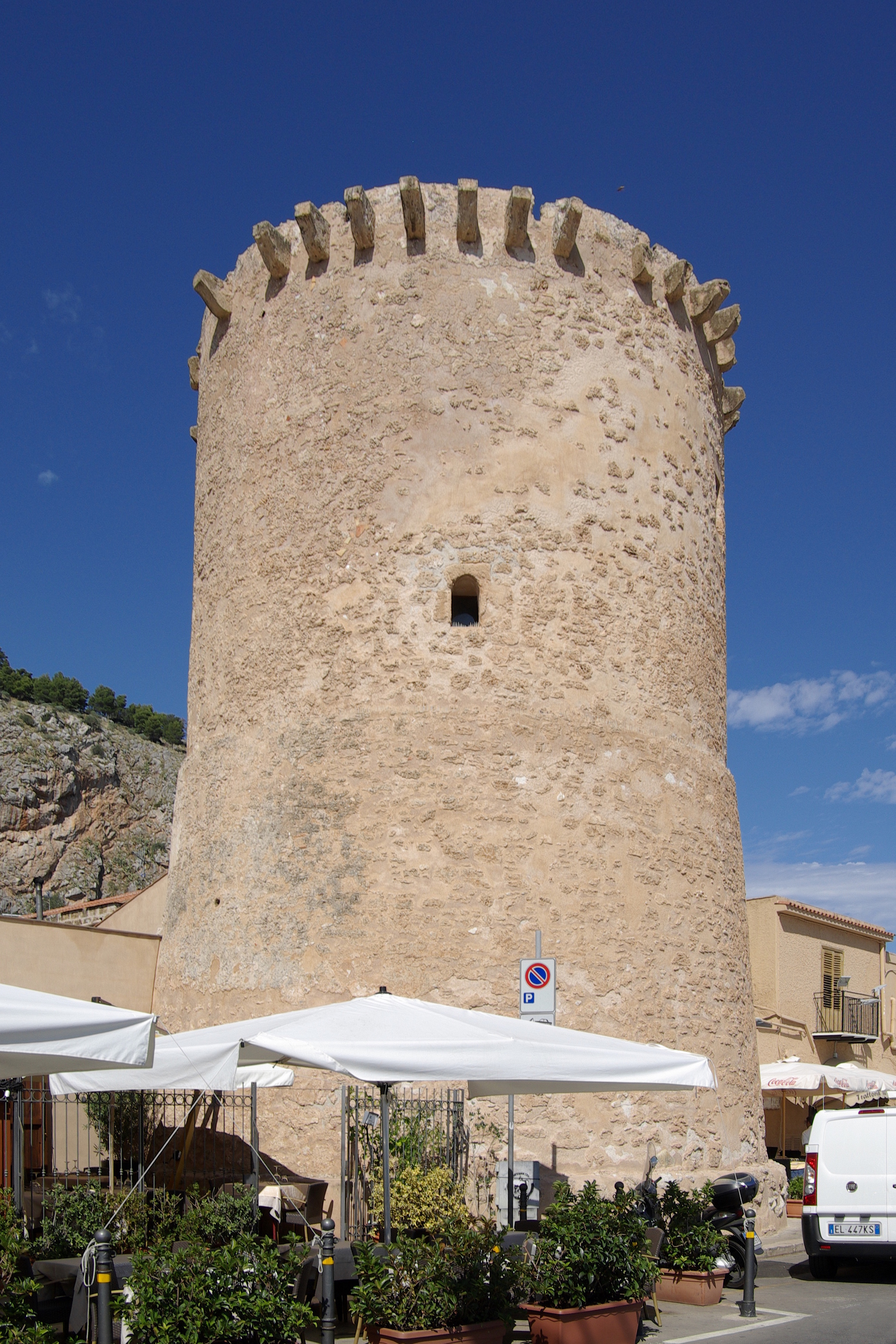
Toren van de tonnara (tonijnvangst)

Mondello (Siciliaans: Munneddu) is een buitenwijk (quartiere) van de Siciliaanse stad Palermo. Het stadsdeel ligt ten noorden van het centrum van Palermo, aan een zeebocht die gesitueerd is tussen de Monte Pellegrino en de Monte Gallo.

## Geschiedenis
Oorspronkelijk was Mondello een vissersdorp. Aan dit tijdperk herinnert nog een 15e-eeuwse toren die geassocieerd wordt met tonnara, een vistechniek om blauwvintonijn te vangen. Aan het begin van de 20e eeuw lieten welgestelde Palermitanen hun villa bouwen in Mondello. Een aantal gebouwen in jugendstil is bewaard gebleven, bijvoorbeeld Villa Dagnino (1914), Villa Pojero (1915) en het in zee gelegen Badhuis (Stabilimento balneare, 1912). Villino Gregorietti, dat in 1923 naar ontwerp van Ernesto Basile aan het Piazza Valdesi verwezenlijkt werd, is het laatste jugendstilpand dat gebouwd werd in Mondello. Na de Tweede Wereldoorlog nam het toerisme sterk toe. Niettemin heeft Mondello zijn karakter als tuinstad behouden.
Door hertog Ferdinand van Parma werd Mondello ´een hoek van het aardse paradijs´ genoemd.

## Heden
Mondello is tegenwoordig vooral bekend als badplaats met een 1,5 kilometer lang zandstrand. Behalve op toeristen heeft de badplaats ook aantrekkingskracht op recreanten uit Palermo zelf. Vanuit Mondello zijn er twee toegangswegen naar het beschermd natuurgebied Riserva naturale orientata Capo Gallo.
Sinds 2001 vindt jaarlijks in mei het World Festival on the Beach plaats, met wedstrijden in verscheidene watersporten, beachvolleybal en een muziekprogramma.
De in 1975 in het leven geroepen literatuurprijs Premio Letterario Internazionale Mondello is vernoemd naar de badplaats.